# Call of Duty 4: Modern Warfare (Nintendo DS)
Call of Duty 4: Modern Warfare e um jogo de tiro em primeira pessoa, da franquia Call of Duty, desenvolvido especificamente para o Nintendo DS. Foi lançado pela Activision em novembro de 2007. O jogo apresenta muitos elementos de jogabilidade típicos da série, incluindo missões veiculares e o uso de miras de ferro.
A versão DS foi mostrada pela primeira vez na convenção E3 em julho de 2007, e um mês depois na Convenção de Games. Recebeu críticas positivas, mantendo uma pontuação média de 76% com base em 19 avaliações no agregador de avaliações, GameRankings, e foi um sucesso de vendas nos Estados Unidos.